# Like to Get to Know You Well
«Like to Get to Know You Well» es una canción del músico británico Howard Jones lanzada como sencillo en 1984. Escrita por Jones y producida por Rupert Hine, fue incluido posteriormente en su álbum de remezclas The 12" Album. Más tarde se incluyó como bonus track en las versiones en CD del segundo álbum de estudio de Jones, Dream into Action de 1985.
En el Reino Unido alcanzó el número 4 en la UK Singles Chart. En Irlanda llegó al número 3 y en Suecia al 8. En Estados Unidos alcanzó el puesto 49 en la lista Billboard Hot 100.

## Vídeo musical
Se hicieron dos videos musicales diferentes para la canción. El primero para el Reino Unido, mostraba a Jones caminando por las calles de Londres saludando a los miembros del público, acompañado por sus compañeros de banda de la época. Los lugares presentados incluyeron la estatua de la Esfinge y la Aguja de Cleopatra en Victoria Embankment, Trafalgar Square, y el restaurante chino Sun Luck en Macclesfield Street, Soho. Cuando el sencillo fue lanzado en los Estados Unidos, se produjo un nuevo video animado para ese mercado.

## Lista de canciones
sencillo de 7"
1. "Like to Get to Know You Well" – 3:59
2. "Bounce Right Back" – 4:14

maxi de 12"
1. "Like to Get to Know You Well" (International Remix) – 7:42
2. "Bounce Right Back" (Cause + Effect mix) – 7:29

## Posicionamiento en listas
| Lista (1984)                          | Máxima posición |
| ------------------------------------- | --------------- |
| Alemania (Offizielle Deutsche Charts) | 56              |
| Estados Unidos (Billboard Hot 100)    | 49              |
| Irlanda (IRMA)                        | 8               |
| Reino Unido (UK Singles Chart)        | 4               |
| Suecia (Sverigetopplistan)            | 3               |